# 3702 Trubetskaya
A 3702 Trubetskaya (ideiglenes jelöléssel 1970 NB) a Naprendszer kisbolygóövében található aszteroida. Ljudmila Ivanovna Csernih fedezte fel 1970. július 3-án.